# Франц Штейндахнер
Франц Штейндахнер (нім. Franz Steindachner) — австрійський зоолог.

## Біографія
Перш ніж звернутися у 1856 році до природничих наук, Штейндахнер вивчав право у Відні. Спочатку він займався викопними рибами. За свої видатні праці в 1860 році йому було доручено очолити колекцію риб Музею природознавства у Відні. У наступному році, після відходу Леопольда Фітцінгера, він також прийняв колекцію земноводних і плазунів.
Перші подорожі привели Штейндахнера в Іспанію, Португалію, на Канарські острови і в Сенегал.
З 1859 по 1868 роки Штейндахнер опублікував 55 праць з іхтіології, що склало в цілому майже 900 сторінок, і став за короткий час одним з найвидатніших іхтіологів. У 1890-х роках він очолив Австро-Угорську глибоководну експедицію в східній частині Середземного, в Адріатичному і Червоному морях.

## Епоніми
Рід риб Steindachneridion (родина Pimelodidae) і родина риб штейндахнерівські (Steindachneriidae) названі на його честь. Також на його честь отримала назву черепаха Palea steindachneri.

## Праці
- Die Süßwasserfische des südöstlichen Brasilien, Wien 1877
- Über drei neue Characinen und drei Siluroiden aus dem Stromgebiete des Amazonas innerhalb Brasilien, Wien 1908.
- Beiträge zur Kenntnis der Flussfische Südamerikas, Wien 1915